# Melanie Marshall
Melanie Marshall (ur. 12 stycznia 1982 w Bostonie) – brytyjska pływaczka, specjalizująca się głównie w stylu dowolnym i stylu grzbietowym.
Wicemistrzyni świata z Fukuoki w sztafecie 4 × 100 m stylem dowolnym, dwukrotna srebrna medalistka mistrzostw świata na krótkim basenie z Manchesteru w sztafetach 4 × 100 m stylem dowolnym i 4 × 200 m stylem dowolnym. 3-krotna medalistka mistrzostw Europy i 2-krotna medalistka mistrzostw Europy na krótkim basenie.
7-krotna medalistka Igrzysk Wspólnoty Brytyjskiej w barwach Anglii.
2-krotna uczestniczka Igrzysk Olimpijskich: z Aten (5. miejsce w sztafecie 4 × 200 m stylem dowolnym, 6. miejsce w sztafecie 4 × 100 m stylem dowolnym, 8. miejsce w sztafecie 4 × 100 m stylem zmiennym i 16. miejsce na 200 m stylem dowolnym) oraz Pekinu (7. miejsce w sztafecie 4 × 100 m stylem dowolnym i 9. miejsce w sztafecie 4 × 200 m stylem dowolnym).
30 października 2008 roku zakończyła sportową karierę.